# 腓特烈·奧古斯特 (安哈特-德紹)
腓特烈·奧古斯特（德語：Friedrich August，1799年9月23日—1864年12月4日），安哈特-德紹公爵利奧波德三世的孫子，安哈特公爵利奧波德四世的弟弟。

## 家庭
1832年，腓特烈·奧古斯特與黑森-卡塞爾的瑪麗·路易絲·夏洛特結婚，兩人共有三個女兒：
1. 阿德海德·瑪麗（1833年—1916年）
2. 巴蒂爾迪絲（英语：Princess Bathildis of Anhalt-Dessau）（1837年—1902年）
3. 希爾達（1839年—1926年）